# Liste der Monuments historiques in Lauterbourg
Die Liste der Monuments historiques in Lauterbourg führt die Monuments historiques in der französischen Gemeinde Lauterbourg auf.

## Liste der Bauwerke
| Bezeichnung                       | Beschreibung                                                 | Standort                           | Kennzeichnung | Schutzstatus | Datum | Bild           |
| --------------------------------- | ------------------------------------------------------------ | ---------------------------------- | ------------- | ------------ | ----- | -------------- |
| Landauer Tor                      | 1706 auf Fundament aus dem 13. Jahrhundert errichtet         | Rue Vauban (Lage)                  | PA00084772    | Inscrit      | 1932  | weitere Bilder |
| Bischofspalast                    | 1716 erbaut                                                  | 37 place du Château (Lage)         | PA00084769    | Inscrit      | 1932  | weitere Bilder |
| Mittelturm                        | Torturm, 1756 erbaut; im Zweiten Weltkrieg zerstört          | Rue de la Première Armée (Lage)    | PA00084773    | Inscrit      | 1931  |                |
| Metzgerturm                       | in der Mitte des 13. Jahrhunderts erbaut                     | Rue de la Gare (Lage)              | PA00125217    | Inscrit      | 1993  | weitere Bilder |
| Katholische Dreifaltigkeitskirche | Chor von 1467, Schiff und Turm zwischen 1711 und 1716 erbaut | Rue de l’Église (Lage)             | PA00084770    | Inscrit      | 1984  | weitere Bilder |
| Missionskreuz                     | Kreuzigungsgruppe; Sandstein, 1810                           | Rue de l’Église (Lage)             | PA00084768    | Inscrit      | 1932  | weitere Bilder |
| Hotel de Ville                    | 1731 erbaut                                                  | 21 rue de la Première Armée (Lage) | PA00084771    | Inscrit      | 1932  | weitere Bilder |

## Liste der Objekte
| Bezeichnung                | Beschreibung                                         | Standort                            | Kennzeichnung | Schutzstatus   | Datum     | Bild           |
| -------------------------- | ---------------------------------------------------- | ----------------------------------- | ------------- | -------------- | --------- | -------------- |
| Monstranz                  | Silber, vergoldet, Ende des 18. Jahrhunderts         | in der Dreifaltigkeitskirche (Lage) | PM67000155    | Classé         | 1978      |                |
| Orgel                      | Ensemble aus PM67000156 und PM67001046               | in der Dreifaltigkeitskirche (Lage) | PM67001045    | Classé Inscrit | 1977 1994 | weitere Bilder |
| Orgelprospekt              | 1777 von Johann Ferdinand Balthasar Stieffell gebaut | in der Dreifaltigkeitskirche (Lage) | PM67000156    | Classé         | 1977      | weitere Bilder |
| Instrumentalteil der Orgel | 1777 von Johann Ferdinand Balthasar Stieffell gebaut | in der Dreifaltigkeitskirche (Lage) | PM67001046    | Inscrit        | 1994      | weitere Bilder |